# Монгуш, Доржу Баянович
Доржу Баянович Монгуш (10 ноября 1939, Солчур, Дзун-Хемчикский хошун — 9 апреля 1992) — тувинский поэт, писатель, переводчик.

## Биография
Родился 10 ноября 1939 года в местечке Солчур сумона Овюр Дзун-Хемчикского района Тувинской Народной Республики. Окончил Хандагайтынскую среднюю школу в 1958 году и начал работать секретарем в ВЛКСМ Овюрского райкомитета. Поступил в Литературный институт имени А. М. Горького и с отличием окончил учебу в 1967 году. Он один из первых людей в республике, которые учились в государственных институтах. Работал учителем русского языка и литературы в Овюрском кожууне, был корреспондентом газет «Шын», «Тываның аныяктары», «Сылдысчыгаш», сотрудником краеведческого отдела Республиканской библиотеки имени А. С. Пушкина, методистом в республиканском Центре народной литературы.
После продолжительной болезни скончался 9 апреля 1992 года.

## Творчество
Начал писать стихи ещё в школьные годы. В 1965 году вышел его первый сборник «Сында одаглар» (Костры на хребтах). Автор стихотворных сборников «Ынакшыл» (Любовь), 1968, «Хөрлээ», «Суг-чинчилер» (Росные серьги), 1992. Новеллы, рассказы Доржу вышли отдельным сборником «Сыргалар» (Сережки), 1989. Его стихи печатались в журналах «Смена», «Молодая гвардия», «Нева», «Сибирские огни», в альманахах «Поэзия», «Меридиан».
Внес большой вклад в тувинскую литературу и как переводчик. Переводы: роман «Жизнь Арины» Лазаря Кокышева; рассказы Виля Липатова, Мустай Карима, А.Кокушева и другие.
Его имя вошло в тувинскую литературу, с 1998 года введен в школьную программу. Его песни и стихи народ до сих пор поет и читает.

## Премии
- Лауреат премии имени Сергея Пюрбю.

## Память
- Главная библиотека Овюрского кожууна носит имя Монгуш Доржу.

## Основные публикации
- Любовь: стихи, поэмы. − 1968.
- Сережки, новеллы, роман. — 1989.
- Горение: стихи. — 1972.
- Росные серьги: стихи, поэмы. — 1992.